# 科尔巴拉
科尔巴拉（義大利語：Corbara），是意大利萨莱诺省的一个市镇。总面积6.66平方公里，人口2612人，人口密度392.2人/平方公里（2009年）。ISTAT代码为065047。